# Учебный аэродром Самарского университета
Учебный аэродром Самарского университета (в советский период — учебный аэродром КуАИ) — земельный участок в Кировском районе города Самара, в непосредственной близости от аэропорта Смышляевка и аэродрома Безымянка.
В настоящее время начальником учебного аэродрома Самарского национального исследовательского университета имени академика С. П. Королева является Дмитрий Васильевич Щербо.

## Типы воздушных судов
- Самолёт Як-42, бортовой номер СССР-42309. Вероятнее всего эксплуатировался в Министерстве авиационной промышленности (Московский машиностроительный завод «Скорость»). Произведен в 1978 году на ММЗ «Скорость». После снятия с эксплуатации передан в качестве учебного пособия на учебный аэродром КуАИ. Согласно университетским легендам, был посажен на грунтовую ВПП в аэропорту Смышляевка Героем Советского Союза С. Е. Савицкой.
- Самолёт Л-410УВП, бортовой номер CCCP-67131. Предназначен для перевозки пассажиров, почты и грузов. Производитель Let Aircraft Industries, Чехия. Это был первый иностранный самолет, который допустили к полётам в СССР.
- Самолёт Ан-12. Бортовой номер CCCP-11339. До конца 80-х на нём проводились газовки всех двигателей, сейчас на нём студенты проводят лабораторные работы.
- Самолёт Ан-2 — транспортный самолет, биплан, который был спроектирован в СССР в 1947 году и выпускается до сих пор (в Китае) на протяжении более чем 60-ти лет. Представлен на аэродроме в 7 экземплярах: самолёты с бортовыми номерами CCCP-70774, CCCP-96218, CCCP-06258, CCCP-70510, CCCP-41301, CCCP-28853, CCCP-41361.
- Самолёт Ту-144 — советский сверхзвуковой пассажирский самолёт, разработанный КБ Туполева в 1960-е годы. На аэродроме представлен самолётом с бортовым номером СССР-77108, который совершил свой первый полёт 12 декабря 1975 г. Самолёт участвовал в государственных испытаниях, в ходе которых выполнил 50 полетов общей продолжительностью 68 часов, из них 6 ч — на сверхзвуковой скорости. В 1976—1981 гг. на нем проводились доводочные работы по системам навигационного оборудования, по АБСУ-144 с посадкой в условиях метеоминимума 45×800 м, по системе директорного захода на посадку, по автомату тяги. По результатам исследований были получены материалы для установления метеоминимумов для взлёта и посадки. В 1987 года самолёт был подарен Куйбышевскому авиационному институту. 27 августа 1987 года экипаж В. П. Борисова поднял самолёт Ту-144 с бортовым номером СССР-77108 в последний полёт, произведя посадку на аэродроме авиационного завода. В то же время были сняты блоки распознавания 'свой-чужой' и один из двигателей НК-144А (в музей СНТК им. Н. Д. Кузнецова). Затем самолёт отбуксировали на аэродром КуАИ. В баках после перегона машины оставалось 38 тонн топлива, что позволило в течение 5 лет выполнять некоторые работы на машине. Была даже попытка вывести машину на малый газ (осуществить запуск), но руководство института запретило. Позже из-за течи расходного бака топливо было слито.
- Самолёт Ту-154 — представлен самолётом с бортовым номером СССР-85003, который являлся «летающей лабораторией» и был первым из самолётов своего класса, поднявшимся в воздух (первые два борта были разрушены на стадии стендовых испытаний). После уничтожения самолёта СССР-85005 (экспонировавшегося на ВВЦ) остаётся единственным из сохранившихся опытных образцов.
- Самолет Ту-154М — представлен самолетом с бортовым номером RA-85069. Передан авиакомпанией «Ю-Тэйр» в Самарский государственный аэрокосмический университет (СГАУ) по Договору О бессрочной аренде. 28 марта 2014 экипаж Р. Т. Есаяна выполнил последний (специальный) полет с заводского аэродрома Безымянка на посадочную площадку аэродрома Смышляевка, (длина ВПП 1200 м). В дальнейшем самолет будет отбуксирован на стоянку учебного аэродрома СГАУ. На нем выполняются лабораторные работы со студентами университета. Самолет именной — «Валерий Бурнаев».
- Самолёт Ту-104Е — первый советский реактивный пассажирский самолёт. Бортовой номер CCCP-42441. Выпущен в конце 1959 года. Первый полет совершил в январе 1960 года. 2 июня 1960-го экипаж летчика Ковалева установил на Ту-104Е последний для этого типа машины мировой рекорд, пролетев расстояние 2000 км с грузом 15 т со средней скоростью 959,94 км/ч. В отличие от второго опытного Ту-104Е не был выведен из советского регистра. На хранении со второй половины 1970-х годов.
- Самолёт Ли-2. Находится на хранении.
- Самолёт Ил-14, бортовой номер CCCP-06150. Находится на хранении.
- Самолёт Ан-14, бортовой номер CCCP-81556. Находится на хранении.
- Вертолёт Ми-2, бортовой номер 22. Находится на хранении.
- Вертолёт Ми-6, бортовой номер СССР-21856 (выпуска 1964 года). Вертолёт с самым большим налётом в мире среди Ми-6. Машина отработала около 21000 лётных часов. В сентябре 1995, на последних часах ресурса, был произведён перегон вертолёта на учебный аэродром СГАУ, где он до сих пор служит учебным пособием.
- Вертолёт Ми-8Т. Представлен на аэродроме в 7 экземплярах бортами RA-2006, CCCP-25559, CCCP-25816, CCCP-72786, CCCP-25739, CCCP-25822, CCCP-25696.
- Вертолёт Ми-24А, бортовой номер 48. Прибыл на аэродром из ФГУП КБАС, где он работал по отработке самолётных посадочных систем.

Все воздушные суда некогда прибыли собственным ходом на аэродром Безымянка (некоторые — в аэропорт Смышляевка) и были отбуксированы на данный участок, но с тех пор в связи с отсутствием должного технического контроля утратили возможность совершать самостоятельный взлёт и пришли в негодность (особенно конструкции фюзеляжа и приборное оборудование). Несмотря на это, многие системы, включая силовые установки, по-прежнему находятся в рабочем состоянии и используются в учебных целях.
В 2013 году авиакомпания «Utair» передала СГАУ для учебных целей самолёт Ту-154М, у которого заканчивался срок эксплуатации. Воздушное судно прибыло на аэродром Безымянка ОАО «Авиакор — авиационный завод» 29 апреля 2013 года. 28 марта 2014 года экипаж лётчика-испытателя Рубена Есаяна выполнил уникальный перелёт самолёта Ту-154М (бортовой номер RA-85069) с аэродрома Безымянка на находящуюся непосредственно рядом с ним посадочную площадку Смышляевка (расстояние между порогами ВПП составляет 2300 м). Сложность перелёта была в том, что аэродром Смышляевка закрыт в 2012 году, а длина его ВПП (1200 м) почти вдвое меньше минимально необходимой длины ВПП для нормальной эксплуатации Ту-154М (2200 м).

## История возникновения
Учебный аэродром СГАУ изначально принадлежал кафедре Эксплуатации военной техники. Военная кафедра была организована в аэрокосмическом университете в 1942 году. До 1962 года она занималась подготовкой специалистов военно-воздушных сил — техников самолётов и штурманов. Аэродром был построен для практических занятий по специальности. Туда привозили в основном старую списанную авиационную технику, которая прошла войну. Это были самолеты Пе-2, Ту-2, Як-3, Ла-5, Ла-7, Ли-2. Штурманская подготовка велась на самолётах По-2. Становление кафедры связано с первым её начальником — капитаном Н. А. Черешко.
В настоящее время аэродром используется в большей степени кафедрой Эксплуатации авиационной техники, хотя отдельные занятия проводятся и другими кафедрами. Наиболее востребованными в обучающем процессе являются воздушные суда типов Ан-2 (занятия со студентами первого курса), Ми-8Т (второй курс), Як-42 и Ту-154Б-2 (третий курс). Остальные воздушные суда находятся на хранении (многие из них в плачевном состоянии). Обучающий процесс проводится в летний период и является практикой для студентов, обучающихся по специальностям, связанным с эксплуатацией авиатехники.

## Местонахождение
Учебный аэродром Самарского университета находится в Кировском районе города Самара между аэропортом Смышляевка и аэродромом Безымянка. Транспортное сообщение: автобус № 75 от ТРК «Аврора» до остановки «Аэропорт-2» (далее 1 км пешком) или на электропоездах направления Самара — Кинель до платформы Зубчаниновка (далее 2 км пешком) или до станции Смышляевка (далее 3 км пешком).